# Manon van Rooijen
Pour les articles homonymes, voir Van Rooijen.
Manon van Rooijen, née le 3 juillet 1982 à Leerdam, est une nageuse néerlandaise spécialiste de la nage libre. Elle est médaillée d'argent au Jeux de 2000 et médaillée d'or à ceux de 2008.

## Carrière
Lors des Jeux de 2000, van Rooijen est membre des deux relais féminin en nage libre. Après avoir terminé 11e du 4 x 200 m nage libre, elle monte sur la deuxième marche du podium sur le 4 x 100 m nage libre avec Wilma van Rijn, Inge de Bruijn et Chantal Groot. Huit ans plus tard aux Jeux de Pékin, elle termine une nouvelle fois 11e du 4 x 200 m nage libre et est médaillée d'or du 4 x 100 m nage libre.

## Palmarès
| Date | Compétition           | Lieu      | Place | Course               |
| ---- | --------------------- | --------- | ----- | -------------------- |
| 1999 | Championnats d'Europe | Istanbul  | 4e    | 4 x 100 m nage libre |
| 1999 | Championnats d'Europe | Istanbul  | 4e    | 4 x 100 m 4 nages    |
| 2000 | Championnats d'Europe | Helsinki  | 7e    | 4 x 200 m nage libre |
| 2000 | Championnats d'Europe | Helsinki  | 3e    | 4 x 100 m nage libre |
| 2000 | Championnats d'Europe | Helsinki  | 18e   | 100 m nage libre     |
| 2000 | Championnats d'Europe | Helsinki  | 24e   | 200 m nage libre     |
| 2000 | Jeux olympiques       | Sydney    | 2e    | 4 x 100 m nage libre |
| 2000 | Jeux olympiques       | Sydney    | 11e   | 4 x 200 m nage libre |
| 2001 | Championnats du monde | Fukuoka   | 10e   | 4 x 100 m nage libre |
| 2001 | Championnats du monde | Fukuoka   | 12e   | 4 x 100 m 4 nages    |
| 2002 | Championnats d'Europe | Berlin    | 3e    | 4 x 100 m nage libre |
| 2002 | Championnats d'Europe | Berlin    | 5e    | 4 x 200 m nage libre |
| 2002 | Championnats d'Europe | Berlin    | 8e    | 200 m nage libre     |
| 2002 | Championnats d'Europe | Berlin    | 6e    | 4 x 100 m 4 nages    |
| 2003 | Championnats du monde | Barcelone | 4e    | 4 x 100 m nage libre |
| 2003 | Championnats du monde | Barcelone | 7e    | 4 x 200 m nage libre |
| 2006 | Championnats d'Europe | Budapest  | 11e   | 4 x 200 m nage libre |
| 2007 | Championnats du monde | Melbourne | 8e    | 4 x 200 m nage libre |
| 2008 | Jeux olympiques       | Pékin     | 1re   | 4 x 100 m nage libre |
| 2008 | Jeux olympiques       | Pékin     | 11e   | 4 x 200 m nage libre |